# Amager
Amager is een eiland in Denemarken. Het is gelegen in de Sont, dicht tegen de oostkust van Seeland. Er wonen 158.224 (2005) mensen op het 96,29 km² grote eiland en Amager is daarmee het dichtstbevolkte eiland van Denemarken. De naam wordt uitgesproken als Ama'r en de bewoners worden Amagerkaner genoemd.
Het eiland biedt onder andere plaats aan Field's, een van de grootste winkelcentra in Scandinavië, het congrescentrum Bella Center, en delen van de Universiteit van Kopenhagen.

## Geografie
Amager is verdeeld over drie gemeenten, Kopenhagen, Tårnby en Dragør. Het Kopenhaagse deel bestaat onder andere uit de delen Christianshavn en Ørestad.

## Verkeer en vervoer
Vier bruggen voor autoverkeer verbinden Amager met Seeland. Bovendien zijn er twee fietsersbruggen en een brug voor treinverkeer. Ook is het eiland te bereiken via de Metro van Kopenhagen en de zogenaamde Havnebus (Havenbus).
Via de Sontbrug is Amager verbonden met Lernacken, ten zuiden van Malmö in Zweden.
Ook de nationale luchthaven van Denemarken, luchthaven Kopenhagen, is op Amager gelegen.

## Geschiedenis
Zie ook: Nederlandse boeren op Amager
De Deense koning Christiaan II nodigde in 1521 Hollandse boeren uit om zich op Amager te vestigen om daar groente te verbouwen voor de Kopenhaagse markten. Vooral rondom het plaatsje Store Magleby (Hollænderbyen) kwamen veel Hollanders te wonen, afkomstig uit Waterland. Er is ook een Deense protestantse gemeente geweest, waarin bijna 100 jaar in het Nederlands werd gepreekt. Ook het onderwijs werd in het Nederlands gegeven.
Nog steeds herinneren straatnamen in het nabijgelegen Dragør aan de aanwezigheid van de Hollanders, en de uitleg in het Amagermuseum kan ook in het Nederlands gelezen worden.
Volgend op de bouw van de Sontbrug is in het begin van de 21e eeuw op Amager een complete nieuwe wijk gebouwd, Ørestad genaamd.

## Sport
Fremad Amager is de betaaldvoetbalclub van Amager en speelt haar wedstrijden in het Sundby Idrætspark.

## Uitdrukkingen met Amager
- Amar! – een bezwering van onschuld. De oorsprong van de term moet gevonden worden in het feit dat Amager Fælled (Amager Meent) tot het einde van de 19e eeuw voor executies werd gebruikt. Amager wordt uitgesproken als Amar.[2]
- Amagerbroderi (Amager borduren) is platnaaien in bonte kleuren bekend van Amager.[3]
- Amagergarn (borduurgaren van gemerceriseerd katoen), borduurwol.[4] (Duits: Perlgarn).
- Amagerhylde (Amager plank) – A-vormige plank (piramideplank), kastje in de vorm van een piramide.[5]
- Amagermad (Amager boterham) – sneetje tarwebrood met boter (en evt. vleeswaren) en daarop een sneetje roggebrood.[6]
- Amagersyning (Amager naaien) is een op Nederland geïnspireerde borduurtechniek.[7]
- Amager-nummerplade (Amager-kentekenplaat) is een tatoeage op de onderrug – lendentatoeage.[8]

## Geboren
- Ole Rasmussen (1952), voetballer
- Henrik Andersen (1965), voetballer
- Ole Tobiasen (1975), voetbaltrainer en voormalig voetballer
- Martin Bernburg (1985), voetballer

- Library of Congress Control Number: sh88000139
- MusicBrainz: 1b9fd15e-de81-4efe-80f3-6970c63e9a9b
- Nationale Bibliotheek van Israël: 987007546349805171
- Virtual International Authority File: 233862703